# Ein Bild von einem Auto
Ein Bild von einem Auto ist ein kanadischer animierter Kurzfilm von Claude Cloutier aus dem Jahr 2015.

## Handlung
Ein Chevrolet Bel Air aus dem Jahr 1957 wird gestartet, der Tank ist voll. Der durch einen Spotlight angeleuchtete Wagen beginnt, das Lied Que Sera, Sera anzustimmen. Eine Tiefpumpe beginnt auf der Erdkugel stehend ihre Arbeit der Ölförderung, während der erste Refrain erklingt. Ölförderrohre werden gezeigt.
In die zweite Strophe stimmen weitere Oldtimer ein, bis sechs Wagen den nächsten Refrain singen. Drei Tiefpumpen fördern im Rhythmus der Musik Öl, Benzin fließt und die Tanksäule zeigt hohe gezapfte Benzinliterzahlen. Die Wagen führen eine Choreografie auf, tanzen rhythmisch, schwimmen im Wasser und fliegen in der Luft. Die Ölproduktion nimmt unterdessen rasant zu, der Benzinverbrauch ebenso. Erste Wagen hauchen ihr Leben aus. Das Ölfördersystem kommt an seine Grenzen, die Tiefpumpe aus der Erde lässt mit jedem Pumpgang mehr Luft aus der Erdkugel entweichen, bis die Kugel platzt. Die Oldtimer stürzen aus ihrem Höhenflug in die Tiefe, zahlreiche mechanische Einzelteile fallen ebenfalls. Am Ende singt der erste Oldtimer allein den Refrain zu Ende, wobei im Hintergrund Autoschrott getürmt ist. Es zeigt sich, dass der singende Wagen als Film auf einer Autokinoleinwand läuft, vor ihm zahlreiche Wagen, die den Film betrachten.

## Produktion

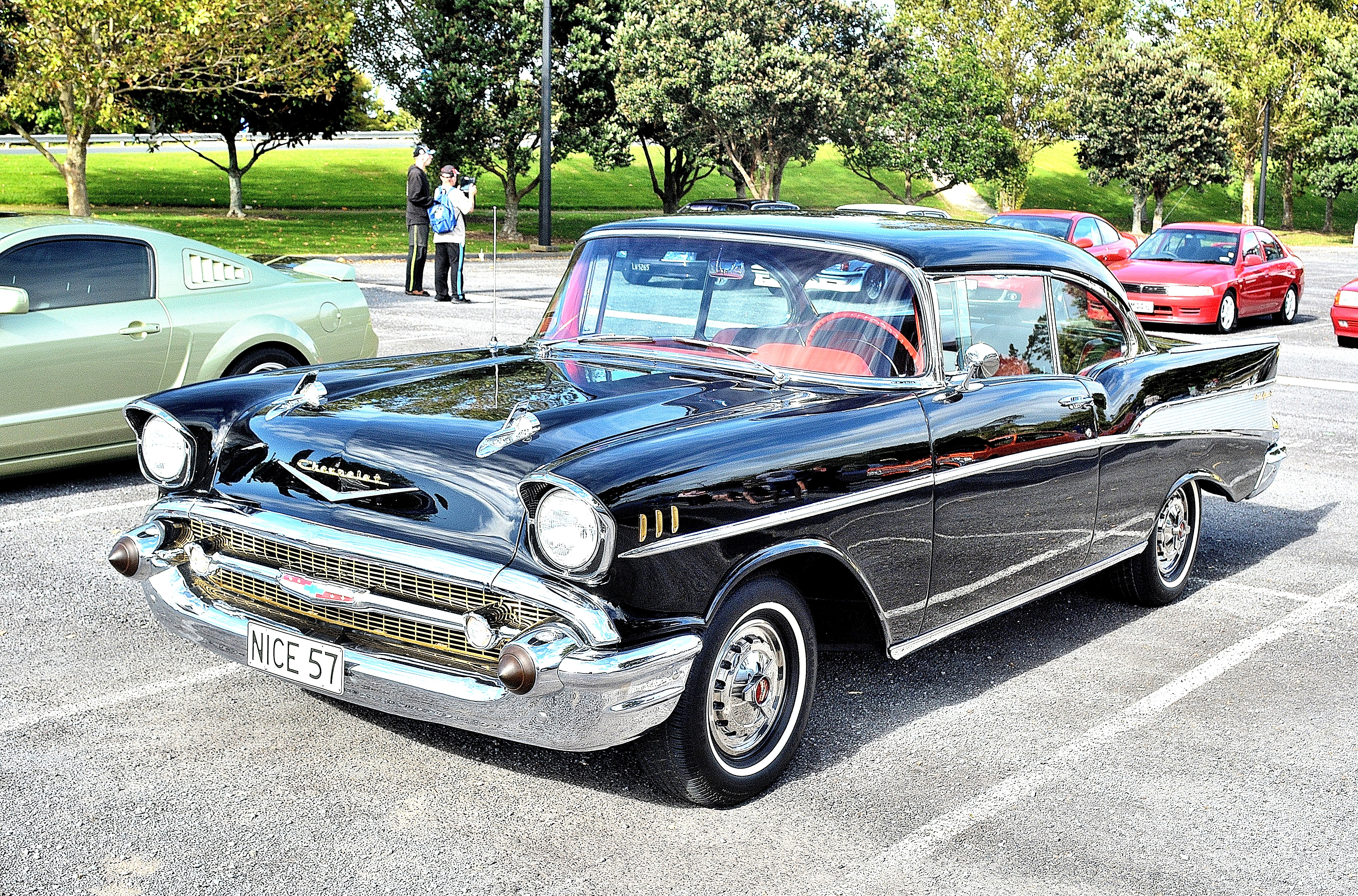
Chevrolet Bel Air 1957

Cloutier schuf den Film nach eigener Aussage, weil er Lust darauf hatte, einen Film mit singenden Autos zu realisieren. Er fand zudem die anthropomorphische Seite von Autos faszinierend. Der Film wurde zunächst per Hand gezeichnet, wobei Cloutier mit einer Bürste, Zeichentusche („India Ink“) und Wasser arbeitete, um unterschiedliche Farbnuancen zu erhalten. Der Film besteht aus rund 8000 Handzeichnungen. Anschließend erfolgte eine Nachkolorierung am Computer mit After Effects, Toon Boom Studio sowie Photoshop. Im Gegensatz zu früheren Filmen nutzte Cloutier in Ein Bild von einem Auto keine Rotoskopie, sondern bediente sich Modellautos als Zeichenvorlage.
Das Lied Que Sera, Sera wurde von Jean-Phi Goncalves arrangiert und von Audrey Brossard für den Film eingesungen, wobei es etwas länger als die Version von Doris Day war.
Ein Bild von einem Auto entstand am National Film Board of Canada und erlebte am 19. Februar 2015 auf dem 33. Rendez-vous du cinéma québécois in Montreal seine Premiere. Der Film lief zudem unter anderem im Juni 2015 auf dem Festival d’Animation Annecy. Arte sendete Ein Bild von einem Auto am 20. Juni 2015 erstmals im deutschen Fernsehen.

## Kritik
Arte bezeichnete den Film als „eine nicht ganz ernst gemeinte Hommage an die Macht der Ölkonzerne und die Schönheiten, die aus der Fahrzeugindustrie hervorgehen.“ Regisseur Cloutier sagte in einem Interview, dass er auch einen „Anti-Cars-Film“ machen wollte.

## Auszeichnungen
Ein Bild von einem Auto gewann den Prix Guy-L.-Coté Best Canadian Animation Film auf den Sommets du cinéma d’animation 2015. Er wurde 2016 für einen Annie Award als Bester animierter Kurzfilm nominiert.